# Ashley Sword
Ashley Sword – amerykańska zapaśniczka. Brązowy medal na mistrzostwach panamerykańskich w 2007 roku. Zawodniczka Oklahoma City University.